# Vollenhovia penetrans
Vollenhovia penetrans är en myrart som först beskrevs av Smith 1857.  Vollenhovia penetrans ingår i släktet Vollenhovia och familjen myror. Inga underarter finns listade i Catalogue of Life.